# Ishbel Maria Marjoribanks Aberdeen and Temair
Ishbel Maria Marjoribanks Aberdeen and Temair (Londres, 14 de març de 1857 - Aberdeen, 18 d'abril de 1939) va ser una reformadora social i defensora dels drets de la dona anglesa.
Filla del polític lliberal baró Tweedsmuir i casada amb el marquès d'Aberdeen, governador general del Canadà i Irlanda, a més d'altres indrets, fou seguidora de W. E. Gladstone. El 1907 va fundar a Irlanda la "Women's Health Association i fou la primera dona que arribà a ser membre de la Societat Mèdica Britànica. Al Canadà fomentà les escoles d'infermeria i a Escòcia la Societat Cooperativa de la Dona. El 1904, al cabdavant d'una delegació femenina s'entrevistà amb el primer ministre britànic Henry Campbell-Bannerman per tal de sol·licitar-li el dret al sufragi. Des del seu lloc de Presidenta del Consell de Dones, el 1919, a París, va aconseguir que la Comissió de la Societat de Nacions atorgués la igualtat de drets a la dona.
Fou nomenada doctora honoris causa per la Universitat d'Aberdeen, ciutadana honorària de Limerick, Edimburg i altres ciutats.